# 공포의 내각
공포의 내각(Ministry Of Fear)은 미국에서 제작된 프리츠 랑 감독의 1944년 범죄, 드라마, 느와르, 미스터리, 멜로/로맨스, 스릴러 영화이다. 레이 밀렌드 등이 주연으로 출연하였다.

## 출연

### 주연
- 레이 밀렌드
- 마저리 레이놀즈

### 조연
- 칼 에스몬드
- 힐러리 브룩
- 퍼시 워램
- 댄 두리에
- 앨런 네이피어
- 얼스킨 샌포드
- 해리 앨런
- 프랭크 베이커
- 밴지 베일비
- 윌슨 벤지
- 에블린 베레스포드
- 아서 블레이크
- 매튜 불톤
- 조지 브로턴
- 레너드 캐리
- 브루스 카루더스
- 데이빗 클라이드
- 앤 커슨
- 프랭크 도슨
- 시릴 드르반티
- 아민타 딘
- 메리 필드
- 에드워드 필딩
- 바이론 폴거
- 헬레나 그랜트
- 그레이스 햄튼
- 올라프 하이튼
- 보이드 어윈
- 콜린 케니
- 프랭크 리
- 코니 리언
- 토머스 로든
- 레스터 매튜스
- 클라이브 모건
- 오톨라 네스미스
- 제시카 뉴콤브
- 앨버트 펫티
- 힐다 플로라이트
- 에드먼드 러셀
- 프란시스 세일즈
- 에릭 윌턴
- 유스터스 와이엇

## 제작진
- 협력프로듀서: 세튼 I. 밀러
- 조감독: 조지 템플리턴
- 세트: 버트램 C. 그레인저
- 분장부문: 월리 웨스트모어
- 분장부문: 레오노라 사빈느
- 프로덕션매니저: 돈 롭